# Constitution du Michigan
La Constitution de l'État du Michigan (en anglais: Constitution of the State of Michigan) est la loi fondamentale régissant l'État du Michigan et les structures de son gouvernement.

## Histoire de la Constitution
L'État fut à ce jour régi par quatre Constitutions successives qui furent adoptées par le peuple.
- La première en 1835, rédigée alors que le Territoire du Michigan s'apprêtait à devenir un État de l'Union en 1837. Elle fut adoptée par un vote qui se déroula entre les 5 et 6 octobre de 1835, par 6 752 voix contre  1 374.
- La seconde en 1850, fut approuvée le 5 novembre par 36 169 voix contre 9 433.
- Le 3 mars 1908, la convention constitutionnelle de Lansing termina la rédaction de la Constitution qui fut adoptée le 3 novembre par 244 705 voix contre 130 783.
- La Constitution qui régit actuellement l'État fut approuvée par le peuple, le 1er avril 1963, par 810 860 voix contre 803 436 et entra en vigueur le 1er janvier 1964.